# One Dozen Berrys
One Dozen Berrys — второй студийный альбом американского певца Чака Берри. Диск вышел в монофоническом звучании; в американский хит-парад он не вошёл (как и все долгоиграющие пластинки Берри до 1964 года).

## Обзор
Название альбома обыгрывает фамилию музыканта и английское слово «berry» (ягода), что позже нередко использовалось на пластинках Берри. Альбом записывался в студии Chess Records в Чикаго по частям в перерывах между гастролями. Из двенадцати песен, четыре являются инструментальными пьесами: «Blue Feeling», «Guitar Boogie», «In-Go» и «Low Feeling». Причём «Low Feeling» является на самом деле ремиксом «Blue Feeling»: продюсер Леонард Чесс лишь замедлил скорость плёнки. Некоторые песни, по признанию самого Берри, были написаны с откровенным желанием имитировать свои ранние успешные песни (например, «Oh Baby Doll» была вдохновлена «School Days»). В альбом вошли два последние хита Берри: «Rock and Roll Music» (1957; 8-е место) и «Sweet Little Sixteen» (1958; 2-е место), которые позже будут записаны множеством исполнителей (The Beatles, The Beach Boys и др.). «La Juanda» представлена здесь в другом миксе, нежели на сингле (обратная сторона «Oh Baby Doll»).

## Список композиций
Все композиции написаны Чаком Берри.
| №   | Название                         | Длительность |
| --- | -------------------------------- | ------------ |
| 1.  | «Sweet Little Sixteen»           | 3:03         |
| 2.  | «Blue Feeling»                   | 3:04         |
| 3.  | «La Jaunda»                      | 3:14         |
| 4.  | «Rockin’ at the Philharmonic»    | 3:23         |
| 5.  | «Oh Baby Doll»                   | 2:37         |
| 6.  | «Guitar Boogie»                  | 2:21         |
| 7.  | «Reelin’ and Rockin’»            | 3:18         |
| 8.  | «In-Go»                          | 2:29         |
| 9.  | «Rock and Roll Music»            | 2:34         |
| 10. | «How You’ve Changed»             | 2:49         |
| 11. | «Low Feeling»                    | 3:09         |
| 12. | «It Don’t Take But a Few Minute» | 2:31         |

## Участники записи
- Чак Берри — гитара, вокал
- Фред Белоу — барабаны
- Эбби Харди — барабаны
- Вилли Диксон — бас-гитара
- Джонни Джонсон — фортепиано
- Лафайет Лик — фортепиано
- Губерт Самлин — гитара

## Альбомные синглы
- «Oh Baby Doll» / «La Jaunda» (1957)
- «Rock and Roll Music» / «Blue Feeling» (1957)
- «Sweet Little Sixteen» / «Reelin’ and Rockin’» (1958)